# Аверінцев Сергій Сергійович
Аверінцев Сергій Сергійович (нар. 10 грудня 1937, Москва — пом. 21 лютого 2004, Відень) — російський філолог-славіст, літературознавець. Відомий своїми дослідженнями часів пізньої античності, раннього християнства та Срібної доби російської поезії. Іноземний член НАН України, дійсний член Російської академії наук.
Почесний професор honoris causa Києво-Могилянської академії з 1998 року.

## Біографія
Народився в родині біолога Сергія Васильовича Аверінцева. Закінчив кафедру класичної філології Московського університету. В 1967 році захистив кандидатську дисетацію «Плутарх та антична біографія», в 1979 році — докторську на тему «Поетика ранньовізантійської літератури». Працював науковим редактором у видавництві «Мысль», в Інституті світової літератури, професором Московського та Віденського університету.

## Монографії
1. Плутарх и античная биография. К вопросу о месте классика жанра в истории жанра. М.: Наука, 1973. 278 с.
2. Поэтика ранневизантийской литературы. М.: Наука, 1977. 320 с.
3. Проблемы литературной теории в Византии и латинском средневековье. М.: Наука, 1986. 255 с. В соавторстве с М. Л. Гаспаровым.
4. «Скворешниц вольных гражданин…». Вячеслав Иванов: путь поэта между мирами. СПб.: Алетейя, 2001. 176 с.

## Збірки статей
1. Попытки объясниться: Беседы о культуре. М.,Правда.1988.
2. Риторика и истоки европейской литературной традиции. М.: Языки русской культуры, 1996. 447 с.
3. Поэты. М.: Языки русской культуры, 1996. 364 с.
4. Аверинцев С. С., Франк-Каменецкий И. Г., Фрейденберг О. М. От слова к смыслу: Проблемы тропогенеза. М., УРСС. 2001.
5. София-Логос. Киев: Дух и Литера, 2000. 912 с.
6. Софія-Логос. Словник. Київ: Дух і Літера, 2004. 640 с.
7. Образ Античности. СПб.: Азбука-классика, 2004. 480 с.
8. Другой Рим. СПб.: Амфора, 2005. 368 с.
9. Связь времён. Киев: Дух и Литера, 2005. 448 с.
10. София-Логос. Словарь. 2-е изд. Киев: Дух и Литера, 2006. 902 с.

## Переклади
1. Многоценная жемчужина. Киев: Дух и Литера, 2003. 600 с.
2. Переводы: Многоценная жемчужина. Киев: Дух и Литера, 2004. 450 с.
3. Псалмы Давидовы. Киев: Дух и Литера, 2004. 151 с.